# Светлый (Челябинская область)
Светлый — посёлок в Пластовском районе Челябинской области. Посёлок входит в состав муниципального образования «Борисовское сельское поселение».
Почтовый индекс — 457036.

## История
Первое название — прииск Светлый. Основан в 1880 году. 1880 год — начало разработки россыпи «Иосифовская» и основание прииска Светлого.
Поселок Светлый основан в 1934 году для добычи горного хрусталя (пьезооптического кварца) из древних россыпей около озера Светлого. Назван от имени ближайшего к посёлку озера Светлого, отличающегося чистой/светлой водой в давние времена и в годы начала добычи рассыпного золота.

## Население
Потомки казаков Оренбургского казачьего войска, раскулаченных переселенцев из центральных областей России, татары и башкиры.

## Экономика
На территории посёлка находится крупное месторождение золота — Светлинское. В целом здесь до 100 т золота. Золото добывают открытым способом. Разработку ведёт АО «Южуралзолото Группа Компаний». Также рядом расположено месторождение кварца — Северо-Светлинское. Посёлок со всех сторон окружён карьерами.

## Образование
Имеется школа — муниципальное казённое общеобразовательное учреждение «Средняя общеобразовательная школа №19».

## Транспорт
Автобус от автовокзала города Пласт — приблизительно 40 км, через населённые пункты Борисовка, Верхняя Санарка, Радиомайка.

## Улицы и индексы
| Гагарина ул.    | 457036 |
| Заречная ул.    | 457036 |
| Зеленая ул.     | 457036 |
| Лесная ул.      | 457036 |
| Новая ул.       | 457036 |
| Окраинная ул.   | 457036 |
| Придорожная ул. | 457036 |
| Цветочная ул.   | 457036 |
| Центральная ул. | 457036 |
| Школьный пер.   | 457036 |